# Hiroyuki Kobayashi
Hiroyuki Kobayashi (født 18. april 1980) er en tidligere japansk fodboldspiller.
Han har spillet for flere forskellige klubber i sin karriere, herunder Urawa Reds og Oita Trinita.